# Scriitorul, cartoforul și prostituata (film)
Scriitorul, cartoforul și prostituata (în engleză Some Came Running) este un film dramatic american din 1958. Regizat de în baza romanului publicat sub același nume⁠(d) în 1957 de scriitorul James Jones, îi are în rolurile principale pe Frank Sinatra, Dean Martin și Shirley MacLaine. În anul 1948, Dave Hirsh, veteran de război și scriitor, se întoarce în orașul său natal din Vestul mijlociu după 16 ani, iar prezența sa îl deranjează pe fratele său bogat.
Motivatul de succesul adaptării cinematografice De aici în eternitate (1953), studioul de film Metro-Goldwyn-Mayer a decis să ecranizeze romanul Some Came Running și i-a oferit rolul principal lui Sinatra. Martha Hyer a obținut prima sa nominalizare la premiile Oscar. Filmul a fost lansat în CinemaScope și Metrocolor⁠(d).

## Rezumat
În 1948, cinicul veteran de război Dave Hirsh sosește cu autobuzul în orașul său natal - Parkman, Indiana. Acesta a plecat din Chicago în stare de ebrietate împreună cu Ginny Moorehead, o femeie de moravuri ușoare căreia i-a cerut să-l însoțească. Când își revine din beție, acesta îi oferă bani să plece înapoi în Chicago. Totuși, tânăra decide să rămână în localitate, deoarece s-a îndrăgostit de Dave și încearcă să scape de iubitul său violent.
Dave a părăsit orașul natal cu 16 ani în urmă și a devenit scriitor, publicând două cărți înainte de război. Nu a ținut legătura cu Frank, fratele său mai mare, din cauza modului în care acesta și Agnes, soția sa, l-au tratat în copilărie. Imediat după căsătoria cu bogata sa soție, Frank l-a plasat pe Dave într-un internat de caritate. Acesta a moștenit între timp magazinul de bijuterii al socrului său, face parte din consiliul de administrație al unei bănci din localitate și este implicat activ în comunitate. Cei doi sunt interesați de reputația și statutul lor social, iar acestea sunt amenințate de sosirea pe neașteptate a fratelui înstrăinat și de cei 5.000 de dolari depuși în banca rivală. Frank încearcă să-l convingă să-și mute depozitul bancar. În același timp, Agnes nu vrea să-l întâlnească, însă este nevoită să-l întâmpine, deoarece doi membri bogați din anturajul lor, profesorul French și Gwen, fiica sa, o profesoară de scriere creativă, mari admiratori ai cărților sale, doresc să-l cunoască.
Când Dave o întâlnește pe Gwen, se îndrăgostește imediat de tânără. Sentimentul este reciproc, însă aceasta este îngrijorată de emoțiile trăite și de stilul său de viață. De fiecare dată când Gwen îl respinge, Dave ajunge în brațele lui Ginny, deși educația sa slabă îl deranjează. În același timp, veteranul se împrietenește cu Bama Dillert, un parior înveterat cu inimă de aur, iar cei doi intră în conflict cu Ray, fostul iubit al lui Ginny, aflat în oraș în căutarea acesteia.
Dave o cere în căsătorie pe Gwen și, cu toate că aceasta încearcă să-l respingă, este copleșită de pasiune și cade în brațele sale.
Frank este îngrijorat de impactul pe care stilul de viață al fratelui său îl are asupra reputației sale. Totuși, în ciuda renumelui său notoriu, Dave dovedește că este o persoană bună când o tratează pe Ginny cu blândețe și dezvoltă o relație paternă cu Dawn, nepoata sa, care fuge de acasă după ce își surprinde tatăl la o întâlnire romantică cu secretara sa.
Cu ajutorul lui Gwen, Dave reușește să publice o nouă poveste în revista The Atlantic. În timpul unui joc de cărți în Terre Haute, Indiana alături de Bama și Ginny, aceasta în contactează telefon și îi mărturisește că îl iubește. Din cauza apelului, ceilalți jucători suspectează că cei doi trișează și izbucnește un conflict. Bama este înjunghiat și ajunge la spital. În timpul spitalizării, Bama este diagnosticat cu diabet, însă ignoră sfaturile medicilor și continuă să consume băuturi alcoolice.
Între timp, Ginny o vizitează pe Gwen la școală pentru a afla dacă între ea și Dave există o relație de dragoste; concomitent, îi mărturisește că este îndrăgostită de el. Gwen este îngrozită de faptul că cei doi se cunosc și o asigură că nu există sentimente între ea și Dave. Devastat de respingere și ignorând obiecțiile lui Bama, Dave se căsătorește cu Ginny, cu toate că aceștia nu sunt compatibili intelectuali și provin din medii sociale diferite. De asemenea, acesta conștientizează că tânăra îi oferă dragoste în mod necondiționat. Se căsătoresc în acea noapte, fără să știe că Ray a revenit în oraș înarmat și hoinărește prin oraș în căutarea lor. În ciuda mulțimii de oameni prezente la târgul din oraș, acesta reușește să-i găsească și îi împușcă. Dave suferă o rană minoră la umăr, dar Ginny este împușcată mortal și cade peste trupul său. Acesta îi așează capul neînsuflețit pe perna primită cadou din partea sa.
În scena finală, profesorul French și Gwen, tulburată de tragedie, își fac apariția la înmormântarea lui Ginny. Rușinat de modul în care a tratat-o, Bama își scoate pălăria în semn de respect pentru eroismul său tragic.

## Distribuție
- Frank Sinatra - Dave Hirsh
- Dean Martin - Bama Dillert
- Shirley MacLaine - Ginny Moorehead
- Martha Hyer - Gwen French
- Arthur Kennedy - Frank Hirsh
- Nancy Gates - Edith Barclay
- Leora Dana - Agnes Hirsh
- Betty Lou Keim - Dawn Hirsh
- Larry Gates - profesorul Robert Haven French
- Steven Peck - Raymond Lanchak (Ray)
- Connie Gilchrist - Jane Barclay
- Ned Wever - Smitty